# Фадо Басо (Ђенова)
Фадо Басо је насеље у Италији у округу Ђенова, региону Лигурија.
Према процени из 2011. у насељу је живело 102 становника. Насеље се налази на надморској висини од 297 м.